# 鍋島直称
鍋島 直称（なべしま なおのり）は、肥前国蓮池藩3代藩主。

## 生涯
寛文7年（1667年）5月3日、初代藩主・鍋島直澄の五男として、藤津郡塩田吉浦別館で生まれる。元禄元年（1688年）に藩士・副島五郎兵衛の養子となるが、元禄7年（1694年）に異母兄で第2代藩主である直之の世子・直富が早世したため、直之の養子となった。元禄13年（1700年）に従五位下・朝散大夫・甲斐守に叙位・任官する。宝永5年（1708年）1月9日、直之の隠居により家督を継いだ。
宝永7年（1710年）、幕命により神田橋門・竹橋門などの手伝い普請による負担などで出費が相次いで財政が苦しくなり、正徳2年（1712年）に倹約令を出している。また、奢侈の風潮が藩内で強まり、藩財政は借金によって切り抜けるという自転車操業を繰り返した。享保2年（1717年）4月9日、次男の直恒に家督を譲って隠居する。享保6年（1721年）には神埼郡東野ヶ里の別館に移り、享保10年（1725年）には剃髪して哲通と号した。
元文元年（1736年）5月28日、東野ヶ里村北原の別館で死去した。享年70。

## 系譜
父母
- 鍋島直澄（実父）
- 安樹院 ー 伊香賀貞知の娘、側室（実母）
- 副島五郎兵衛（養父）
- 鍋島直之（養父）

正室
- 興祥院 ー 鍋島光茂の養女、小花和成武の娘

子女
- 鈴木之基（長男）
- 鍋島直恒（次男）生母は興祥院（正室）
- 中野好古（四男）
- 鍋島称起（五男）
- 峯豊方（六男）
- 成富盛隆（七男）
- 牟田玄義（八男）
- 於千百 ー 鍋島直堅正室
- 諫早茂候室
- 中沢政員室
- 日野資時室
- 松枝貞昌室